# Conrado de Monferrato
Conrado de Monferrato (Monferrato, c. 1146 – Tiro, 28 de abril de 1192) foi marquês de Monferrato de 1191 até sua morte e um dos principais participantes da Terceira Cruzada. Era filho de Guilherme V de Monferrato e de Judite de Babemberga.
Ele foi o rei por direito  de Jerusalém jure uxoris, através de casamento, a partir de 24 de novembro de 1190, porém eleito oficialmente apenas em 1192, dias antes de sua morte.

## Juventude
Pouco sabemos da existência juvenil do marquês Conrado. Os primeiros documentos sobre ele são de 1160, mas trata-se de fragmentos ou de notícias pouco relevantes. Notícias, embora confusas, existem sobre um possível tratado de matrimônio entre as filhas do rei inglês Henrique II e um dos filhos de Guilherme V. Mais informações existem de 1172, quando Corrado envolveu-se junto com o imperador Frederico Barbarossa no conflito comunal, pois além de haver parentesco, era tradição familiar dos Aleramos serem filoimperiais.
Conrado foi o segundo filho do marquês Guilherme V de Monferrato, "o Velho", e da sua esposa Judite de Babemberga. Era primo em primeiro grau do imperador Frederico I, bem como de Luís VII de França e de Leopoldo V de Habsburgo.
Nasceu em Monferrato que é hoje parte da região italiana do Piemonte. O lugar e ano exato são desconhecidos. Ele foi mencionado pela primeira vez numa carta de 1160, quando servia na corte de seu tio maternal Conrado de Babemberga, bispo de Passau, mais tarde arcebispo de Salzburgo. Ele pode ter recebido esse nome em homenagem a esse tio ou ao meio-irmão de sua mãe, o imperador Conrado II.
Um homem elegante, com grande inteligência e coragem pessoais, ele é descrito na Brevis Historia Occupationis et Amissionis Terræ Sanctæ ("Uma Pequena História da Ocupação e Perda da Terra Santa"):
| “ | Conrado tinha braços vigorosos, extremamente esperto tanto em habilidade mental quanto em aprendizado, amável em carácter e dotado de todas as virtudes humanas, supremo em todos os conselhos, a justa esperança de seu próprio lado e capaz de fingimento e dissimulação na política, educado em cada linguagem, a respeito do qual ele ia do mais articulado ao extremo fluente. Em uma coisa somente ele era sem valor: havia seduzido a mulher de outro homem e a feito separar-se dele, e casado com ela. | ” |
|   | — Monumenta Germaniæ Historica: Scriptores in Usum Scholarum. |   |

A última frase refere-se ao seu terceiro casamento com Isabel I de Jerusalém em 1190. Ele foi ativo na diplomacia desde seus trinta anos, e tornou-se efetivo comandante militar, ao lado de outros membros da família em suas lutas contra a Liga Lombarda. Casou-se a primeira vez com uma senhora desconhecida antes de 1179, mas ela morreu no final de 1186, sem deixar nenhum filho.

## Império Bizantino
Em 1179, em seguida à aliança da família com Manuel I Comneno, Conrado liderou um exército contra as forças de Frederico Barbarossa, então comandadas pelo chanceler imperial Cristiano de Mogúncia. Ele o derrotou em Camerino em setembro, tomando o chaceler como refém. Ele mesmo havia sido refém do chaceler anteriormente. Ele deixou o cativo aos cuidados de seu irmão Bonifácio e foi a Constantinopla para ser recompensado pelo imperador, retornando à Itália logo após a morte de Manuel I Comneno em 1180. Então por volta de seus trinta anos, sua personalidade e bom aparência deixaram uma boa impressão na corte bizantina: Nicetas Coniates o descreve como "de bela aparência, na primavera da vida, excepcional e inigualável principalmente na coragem e inteligência, e na flor da força de seu corpo".
No inverno de 1186-1187, Isaac II Ângelo ofereceu sua irmã Teodora, como noiva do irmão mais novo de Conrado, Bonifácio, para renovar a aliança do Império Bizantino com a Marca de Monferrato, mas Bonifácio já havia casado. Conrado, recentemente viúvo tomou a cruz na tentativa de juntar-se a seu pai no Reino de Jerusalém. Então ele aceitou a oferta de Isaac e retornou a Constantinopla na primavera de 1187. No seu casamento ele foi recompensado como o título de César. Porém quase que imediatamente ele teve que ajudar o imperador a defender o trono contra uma revolta liderada pelo general Alexios Banas. De acordo com Coniates, Conrado inspirou o fraco imperador a tomar a iniciativa. Ele lutou heroicamente, sem escudo ou capacete e usando um traje de linho em vez de malha, na batalha na qual Banas foi morto. Ele foi levemente ferido no joelho, mas derrubou Banas do cavalo, que foi então morto e decapitado por sues guarda-costas.
Entretanto, sentindo que seus serviços haviam sido insuficientemente remunerados, temeroso dos sentimentos bizantinos anti-latinos (seu irmão mais jovem Renier tinha sido assassinado em 1182) e a possível busca por vingança da família de Banas, Conrado fugiu para o Reino de Jerusalém em julho de 1187 a bordo de um navio mercante genovês. Algumas histórias populares contam que ele na verdade fugia de vingança depois de cometer um homicídio particular: isso devido à falha em reconhecer o nome de Banas ilegível no "Lyvernas" no francês antigo "Continuação de Guilherme de Tiro" (algumas vezes conhecido como as "Crônicas de Ernoul"), e resumo de Rogério de Hoveden da Gesta regis Henrici Secundi (anteriormente atribuída a Abbas Benedictus). Rogério inicialmente referia-se a Conrado como "tendo morto um nobre em rebelião" -  significando Banas; em sua crônica ele condensou isso como "tendo cometido homicídio", omitindo o contexto.

## Defesa de Tiro

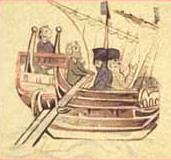
Conrado chega a Tiro: desenho no Brevis Historia Regni Hierosolymitani (12 C), continuação dos Anais de Gênova
Biblioteca Nacional da França

Conrado evidentemente tentava juntar-se a seu pai que mantinha um castelo em Santo Elias. Ele chegou primeiro em Acre, que havia recentemente caído sob Saladino, e assim navegou ao norte para Tiro, onde ele encontrou os restos do exército cruzado. Após sua vitória na Batalha de Hatim sobre o exército de Jerusalém, Saladino marchou para o norte e capturou Acre, Sidom e Beirute. Raimundo III de Trípoli e seus filhos adotivos, Reginaldo de Sídon e muitos outros líderes nobres que escaparam da batalha tiveram que fugir para Tiro, mas ansiosos a retornarem ao seus próprios territórios para defendê-los. Raimundo de Trípoli estava com a saúde debilitada e morreu logo após chegar em casa.
De acordo com a Continuação de Guilherme de Tiro, em francês antigo,  Reginaldo de Sídon foi derrotado em Tiro e estava no processo de negociação de sua rendição com Saladino. Conrado alegadamente atirou as faixas de Saladino e fez os soldados de Tiro jurarem total lealdade a ele. Sua chegada ao poder parece ter sido menos dramática na realidade. Reginaldo refortificou seu próprio Castelo de Beaufort no rio Litani. Com o apoio de comunidades mercantes italianas na cidade, Conrado reorganizou a defesa de Tiro, formando uma comuna medieval, similar àquelas com as quais costumava lutar na Itália.
Quando o exército de Saladino chegou, encontrou a cidade bem defendida e desafiante. Como o cronista ibne Alatir escreveu sobre o homem que os árabes vieram a respeitar e temer como al-Markis: "Ele era um diabo encarnado na sua habilidade de governar e defender uma cidade, e um home de extraordinária coragem." Tiro sustentou com sucesso o cerco, e desejando conquistas mais rentáveis, o exército de Saladino moveu-se ao sul a Cesareia, Arçufe (Apolónia da Palestina) e Jafa. Enquanto isso, Conrado enviou Joscelino, arcebispo de Tiro, para o oeste com um navio com pedido de ajuda. Escritores árabes afirmam que ele também carregava imagens de propaganda para usar em sua pregação, inclusive imagem de um dos cavalos do exército de Saladino urinando na igreja do Santo Sepulcro e outra de um sarraceno batendo na face de Jesus.
Em novembro de 1187, Saladino retornou para um segundo cerco de Tiro. Conrado ainda estava no comando da cidade, a qual agora estava bem fortificada e cheia de refugiados cristãos de todo o norte do Reino de Jerusalém. Esta vez, Saladino optou por um assalto combinado terrestre e naval, fazendo um bloqueio do porto. Em um incidente descrito pelo Itinerarium Peregrinorum (que geralmente é hostil a Conrado), o "Continuação" (em francês antigo) e a segunda crônica de Sicário de Cremona (então conhecida através de citações de  Salimbene di Adam e Alberto Millioli), Saladino apresentou o idoso pai de Conrado, Guilherme V de Monferrato, que ele havia capturado em Hatim, defronte às muralhas da cidade. Ele ofereceu soltar Guilherme e dar grandes presentes a Conrado se ele entregasse a cidade de Tiro. O idoso disse a seu filho para permanecer firme mesmo que os egípcios ameaçassem matá-lo. Conrado declarou que Guilherme já havia vivido uma longa vida e ele mesmo atirou  uma seta disparada por uma besta na direção do pai. Saladino teria dito: "Este homem é um infiel e muito cruel." Mas Conrado teve sucesso em seu blefe: o velho marquês Guilherme foi libertado, desarmado, em Tartus em 1188, e retornou a seu filho.
Em 30 de dezembro, as forças de Conrado lançado um raide sobre os marinheiros egípcios, capturando muitos de seus galés. Os navios egípcios remanescentes tentaram escapara a Beirute, mas os navios de Tiro os perseguiram e os egípcios foram forçados a fugir para a praia. Saladino então lançou um assalto às muralhas, imaginando que os defensores estariam distraídos com a batalha naval. Entretanto, Conrado deixou seu encarregado dos portões e atacando o inimigo: Hugo de Tibérias distinguiu-se na batalha. Saladino foi forçado a recuar, queimando seus dispositivos de cerco e navios para evitar que caíssem em mãos inimigas.

## Luta pela coroa

Oriente Médio, 1190, na Terceira Cruzada

No verão de 1188, Saladino liberou Guido de Lusignan, o marido de Sibila de Jerusalém, de seu cativeiro. Um ano depois, em 1189, Guido, acompanhado do seu irmão Godofredo de Lusignan apareceu em Tiro e exigiu que Conrado lhe entregasse as chaves da cidade. Conrado recusou e declarou que Guido havia perdido seus direitos ao Reino de Jerusalém na Batalha de Hatim. Ele disse que ele estava mantendo a cidade até a chegada dos reis da Europa. Com isso, ele estava invocando os termos do testamento de Balduíno IV, termos já quebrados por Guido e Sibila: na ocasião da morte de seu sobrinho Balduíno tinha sido vontade de Balduíno que o sobrinho Balduíno V, "o herdeiro com mais direitos" mantivesse a regência até que a sucessão fosse acertada por Henrique II de Inglaterra, o rei da França e o imperador Frederico I. Conrado não permitiu a Guido e Sibila entrarem na cidade, mas permitiu-lhe acampar com seus apoiadores fora das muralhas de Tiro.
Conrado foi persuadido por seu primo, uma vez removido, Luís III, Conde da Turíngia, a juntar-se a Guido no Cerco de Acre. O cerco durou mais de dois anos. No verão de 1190, Conrado viajou ao norte até Antioquia para liderar Frederico VI, Duque da Suábia, em segurança de volta a Acre com os restos do exército imperial de seu primo Frederico Barbarossa. 
Quando a rainha Sibila e suas filhas morreram de doença naquele ano, o rei Guido não tinha mais uma reivindicação legal ao trono - mas recusou-se a ficar de lado. A herdeira do trono de Jerusalém era a meia-irmã de Sibila, Isabel, que era casada com Humfredo IV de Toron. Porém, Conrado tinha o apoio da sua mãe Maria Comnena e de seu padrasto Balião de Ibelin, bem como de Reginaldo de Sídon e outros grandes nobres do Ultramar. Eles obtiveram uma anulação baseada que Isabel era menor de idade na época de seu casamento e não habilitada a dar seu consentimento. Conrado então casou-se com Isabel, apesar de rumores de bigamia por seu casamento com Teodora, que ainda era viva. Porém Coniates, que usualmente expressa forte desacordo com irregularidades conjugais/sexuais, não menciona isso. Isso pode significar que um divórcio possa ter sido efetuado no lado bizantino antes de 1190, época em que era óbvio que Conrado ainda não havia retornado. Também havia objeções com base no incesto de acordo com o direito canônico, uma vez que o irmão de Conrado havia sido casado com Isabel, a a lei da Igreja considerava essa afinidade uma consanguinidade. Porém o legado papal Ubaldo Lanfranchi, arcebispo de Pisa, deu sua aprovação.. Opositores alegaram que ele havia sido subornado.  O casamento, em 24 de novembro de 1190, foi conduzido por Filipe de Dreus, bispo de Beuvais-Noyons-Senlis - filho de de Roberto I de Breux, primo de Conrado. Conrado agora era, de jure, rei de Jerusalém. Porém, ele havia sido ferido na batalha somente nove dias antes, e retornou com sua esposa a Tiro para repousar. Ele retornou ao cerco na primavera, fazendo um fracassado ataque naval à Torre das Moscas na entrada do porto.